# ARC3 Survey
L'enquête ARC3 (pour Administrator-Researcher Campus Climate Collaborative) est un modèle d'enquête développé pour analyser les actes et les victimations d'infraction sexuelle sur les campus étudiants aux États-Unis. L'ARC3 permet de mesurer la fréquence des agressions sexuelles et recueille aussi des données sur les auteurs de ces agressions.

## Historique
Aux États-Unis, les agressions sexuelles à l'université sont courantes. Des estimations montrent qu'environ 15 à 20 % des étudiantes signalent des faits de viol ou de tentative de viol pendant leur passage à l'université et que plus de 50 % des étudiantes ont subi une variante de sollicitations sexuelles importunes,,,,. Les rescapées des violences sexuelles sont davantage exposées aux risques de développer de l'anxiété, des dépressions, des troubles de stress post-traumatiques, des abus de psychotropes et d'autres problèmes de santé ; en outre, leurs performances universitaires peuvent s'en ressentir,. Par ailleurs, d'après le rapport sur les agressions sexuelles de l'American Association of University Professors (en), les répercussions peuvent aussi conduire la victime à une baisse de ses progrès scolaires, à l'incapacité de gérer la charge de travail dans son cursus, à l'érosion de ses aptitudes à participer à la communauté étudiante ; les victimes risquent même de rater des cours, de décrocher ou de déménager.
Les étudiants américains peuvent se prévaloir du Titre IX des Education Amendments of 1972 pour assigner en justice les universités qui se montrent « indifférentes à des signalements de problèmes sur le harcèlement ». Le Titre IX peut servir d'appui pour le financement d'initiatives de prévention contre les agressions sexuelles dans les campus. En raison de diverses enquêtes fédérales, de nombreuses universités ont recouru à des sondages ou des applications, souvent très onéreux, dépensant « un montant à six chiffres pour un produit annonçant offrir la solution au problème ».

## Initiative de la Maison-Blanche:It's on Us
Comme les violences sexuelles à l'université inspirent un intérêt croissant, la Maison-Blanche présente le 19 septembre 2014 le lancement de la campagne It's on Us, pour aborder le problème de ces agressions.
C'est dans ce cadre qu'est développé ACR3 : un instrument pour mieux mesurer les comportements sexuels abusifs à l'université. Ce modèle vise aussi à éliminer toute motivation commerciale dans les sondages sur les campus, car beaucoup de prestations de cet ordre proposées aux établissements étaient très onéreuses. La chercheuse Jennifer Freyd a été la cheville ouvrière de cette initiative.
Un groupe de chercheurs sur les agressions sexuelles et de professionnels des affaires étudiantes ont développé cet instrument dans le cadre de la White House Task Force to Protect Students from Sexual Assault. Les établissements d'enseignement supérieur peuvent l'utiliser gratuitement. Le modèle peut s'appliquer aux étudiants en maîtrise comme à ceux en licence.